# Spermophilus mohavensis
Spermophilus mohavensis é uma espécie de esquilo que apenas pode ser encontrada na região ocidental do Deserto de Mojave, na Califórnia. Está listada como espécie ameaçada na Califórnia mas não nos Estados Unidos considerado como um todo. A IUCN lista esta espécie como vulnerável.